# Jorge de Amorim Campos
Jorge de Amorim Campos (Rio de Janeiro, 17 de agosto de 1964), mais conhecido como Jorginho, é um treinador e ex-futebolista brasileiro que atuava como lateral-direito. Atualmente está sem clube. 
É oriundo do bairro carioca de Guadalupe, assim como o ex-zagueiro Donato (America-RJ, Vasco da Gama, Atlético de Madrid e La Coruña), o ex-goleiro Benício (Madureira), o já falecido zagueiro Geraldo (America, Vasco e Seleção Brasileira), entre outros.

## Carreira como jogador
Revelado nas categorias de base do America, Jorginho foi contratado em 1984 pelo Flamengo. Rapidamente, Jorginho se transformou no lateral-direito titular do Rubro-Negro, uma vez que Leandro, em virtude de uma grave artrose nos joelhos, optara por jogar na zaga central. Jorginho vestiu a camisa rubro-negra durante cinco anos com 247 jogos, 141 vitórias, 58 empates e 48 derrotas; oito gols, nesse período, contribuiu para a conquista de importantes títulos, como o Campeonato Carioca de 1986, além da Copa União pelo Flamengo.
Na Seleção Brasileira, Jorginho começou sua história pela Seleção Olímpica, quando atuou em 25 jogos entre 1983 e 1988. Conquistou a medalha de prata nos Jogos Pan-Americanos de 1983, os Torneios Pré-Olímpicos de 1984 e 1987 e a medalha de prata nos Jogos Olímpicos de Seul. Neste período, também participou da importante conquista do Campeonato Mundial Sub-20 em 1983. Já pela Seleção principal, Jorginho realizou 89 partidas entre 1987 e 1995, tendo participado das conquistas da Copa América de 1989 e da Copa do Mundo de 1994.
Em meados de 1989, o Flamengo vendeu Jorginho para o Bayer Leverkusen, time da Bundesliga, a primeira divisão alemã. Nesta nova equipe, foi deslocado da lateral-direita para o meio-campo, o que permitiu ao jogador usufruir melhor de toda sua capacidade técnica. Posteriormente, Jorginho também jogou pelo Bayern de Munique, onde logo de cara faturou o título de campeão alemão na temporada 1993–94. Certamente, em seis anos na Alemanha, Jorginho conseguiu marcar seu nome na história do futebol europeu.
Fora sua bem sucedida passagem pela Europa, Jorginho também atuou no futebol japonês. Seguindo os passos de outros ex-jogadores do Flamengo, como Alcindo e Leonardo, Jorginho foi jogar no Kashima Antlers, clube que Zico defendera após deixar definitivamente o futebol brasileiro. Lá, Jorginho sagrou-se bicampeão japonês em 1996 e 1998, além de ter sido eleito o melhor jogador do campeonato na temporada de 1996.
Finalmente, em 1999, após uma década longe do país, o jogador retornou ao futebol brasileiro. Defendeu o São Paulo, e, ao final do mesmo ano, se transferiu para o Vasco da Gama, tendo conquistado com ele o Campeonato Brasileiro de 2000 e a Copa Mercosul. Encerrou sua carreira no Fluminense, em 2002.

## Carreira como treinador
Em 2005, Jorginho retornou ao America e conduziu o time com algum destaque. Deixou o clube em 2006 para ser auxiliar-técnico de Dunga na Seleção Brasileira. Ele trabalhou como auxiliar da Seleção até 2010, quando o Brasil foi eliminado nas quartas-de-final da Copa do Mundo daquele ano.
Antes de trabalhar na seleção, Jorginho trabalhou com Oswaldo de Oliveira durante o ano de 2006, no Fluminense. Como auxiliar de Oswaldo, Jorginho até ganhou uma chance de trabalhar como técnico interino, durante a disputa de um amistoso contra o Joinville, em 8 de julho de 2006, e que terminou num empate sem gols.

### Goiás
No dia 29 de agosto de 2010, foi anunciado como novo treinador do Goiás. No dia 8 de novembro do mesmo ano, não aguentou a pressão da diretoria e, praticamente com o time rebaixado para a Série B, foi demitido.

### Figueirense
No dia 1 de março de 2011, foi anunciado como novo técnico do Figueirense. Porém, após a boa campanha do time na Série A, deixou o clube dizendo que estava em busca de "novos desafios".

### Kashima Antlers
No final de 2011 acertou para ser o comandante do Kashima Antlers.

### Flamengo
No dia 17 de março de 2013, Jorginho foi anunciado como novo treinador do Flamengo, com a missão de continuar o trabalho deixado pelo até então treinador Dorival Júnior.
Menos de um mês depois de assumir o clube, em 7 de abril, Jorginho já encararia uma eliminação no Campeonato Carioca, quando o Rubro-Negro apenas empatou com o Duque de Caxias e viu o rival Fluminense tirar suas chances de classificação à Taça Rio. Depois da partida, o treinador chamou a responsabilidade do revés para si e pediu aos jogadores que as únicas coisas que não podem faltar são "raça e paixão".
Jorginho foi demitido no dia 6 de junho, após um mal início do clube no Campeonato Brasileiro.

### Ponte Preta
Acertou com a Macaca no dia 25 de agosto de 2013, substituindo Paulo César Carpegiani. Sob seu comando, a Ponte acabou sendo rebaixada para a Série B do Campeonato Brasileiro, porém conquistou o vice-campeonato da Copa Sul-Americana. No dia 13 de dezembro, o clube e Jorginho anunciaram que não houve acordo para a continuidade do seu trabalho.

### Vasco da Gama
No dia 16 de agosto de 2015, foi anunciado como novo treinador do Vasco da Gama, substituindo Celso Roth e encarando a dura missão de evitar o terceiro rebaixamento da história do clube. Apesar da boa campanha do segundo turno no Campeonato Brasileiro, Jorginho não conseguiu evitar o terceiro rebaixamento do clube na história, porém foi mantido pela diretoria do clube para a disputa da temporada 2016. Durante o Campeonato Carioca, o técnico recebeu uma proposta do Cruzeiro para assumir o comando da equipe, porém acabou optando em permanecer no time de São Januário, onde conquistou o título de campeão carioca invicto.
Após garantir o acesso á Série A e ter discussões com o então vice-presidente Euriquinho, Jorginho deixou o comando do Vasco.

### Bahia
Acertou com o Bahia no dia 2 de junho de 2017, após a saída de Guto Ferreira para o Internacional, numa transferência no decorrer do início do Campeonato Brasileiro. No dia 31 de julho, acabou sendo demitido após a derrota para o Sport por 3 a 1, na Arena Fonte Nova. Foi a passagem mais curta como treinador em sua carreira, tendo um aproveitamento muito abaixo do esperado no Tricolor de Aço.

### Ceará
Em maio de 2018, assumiu o comando do Ceará após a saída do treinador Marcelo Chamusca. Após 15 dias de trabalho à frente do Vozão, o treinador Jorginho pediu desligamento alegando fatores pessoais. No total pelo Ceará, foram três jogos pelo Campeonato Brasileiro da Série A, sendo três derrotas.

### Retorno ao Vasco da Gama
No dia 5 de junho de 2018, Jorginho acertou com o Vasco e fez assim seu retorno ao clube. Sua reestreia aconteceu no dia 9 de junho, contra o Sport, em uma emocionante vitória por 3 a 2 pelo Campeonato Brasileiro. Já em sua terceira partida no comando do Cruzmaltino, o técnico teve que encarar a eliminação da Copa do Brasil mesmo após a vitória por 2 a 0 sobre o Bahia; o Vasco havia perdido a primeira partida por 3 a 0. Na entrevista coletiva pós-jogo, Jorginho reclamou da postura do time baiano. Após uma nova derrota, desta vez para o Palmeiras, o treinador foi demitido no dia 13 de agosto.

### Retorno à Ponte Preta
Em 8 de fevereiro de 2019 acertou seu retorno à Ponte Preta, respaldado pela passagem anterior na qual conquistou o vice-campeonato da Copa Sul-Americana de 2013. Porém, não resistiu à pressão provocada pelas atuações inconstantes e acabou sendo demitido no dia 25 de agosto, não poupando críticas à diretoria do clube.

### Coritiba
No dia 23 de setembro de 2019, acertou com o Coritiba para a sequência da Série B do Brasileiro. Após garantir o acesso à Série A, não renovou o contrato por questões financeiras e deixou o clube.

### Retorno ao Coritiba
Teve seu retorno confirmado pelo Coritiba no dia 21 de agosto de 2020, substituindo Eduardo Barroca e chegando com a missão de tirar o time da "lanterna" do Campeonato Brasileiro. No dia 25 de outubro, foi demitido do cargo.

### Atlético Goianiense
Em 5 de abril de 2021 acertou com o Atlético Goianiense. Porém, em 15 de maio e após 13 jogos, pediu demissão após divergências com a diretoria do clube.

### Cuiabá
No dia 3 de julho de 2021, foi anunciado pelo Cuiabá para a sequência da temporada.

### Retorno ao Atlético Goianiense
Em 16 de maio de 2022, acertou o retorno para o Atlético Goianiense. Em 27 de agosto de 2022, após perder contra o Goiás na Serie A do Brasileiro, acabou sendo demitido. 

### Terceira passagem no Vasco da Gama
No dia 7 de setembro de 2022, foi apresentado oficialmente como novo treinador do Vasco da Gama para os jogos restantes da Série B, com o objetivo de levar o clube ao acesso. Ao final da temporada, obteve êxito em seu objetivo, terminando a Série B na 4º colocação.
Em 9 de novembro de 2022, a diretoria do Vasco da Gama decidiu não renovar o contrato do treinador.
Ao todo na sua terceira passagem, foram cinco vitórias, dois empates e três derrotas - 56,6% de aproveitamento.

### Buriram United
Em 26 de março de 2024, foi anunciado como novo treinador do Buriram United, da Tailândia, com o objetivo de conquistar o terceiro título consecutivo para o clube no campeonato local. O treinador assume o clube na 22ª rodada com a liderança na competição. Com um projeto ambicioso pela frente e a energia renovada por novos desafios, Jorginho e o Buriram United prometem fazer uma parceria de sucesso.
Conquistou o objetivo de levar o clube ao tricampeonato do Campeonato Nacional de forma antecipada.
Em 23 de maio de 2024, Jorginho deixou a equipe após derrota na semifinal da Copa Nacional. O treinador saiu do time após vencer seis jogos, empatar dois e perder apenas um. A rescisão se deu em comum acordo.

### Terceira passagem no Coritiba
Em 27 de julho de 2024, foi anunciado como novo treinador do Coritiba para a sequência da Série B.
Em sua primeira partida a frente da equipe, o Coritiba saiu derrotado por 2 a 0 para o Botafogo-SP e na coletiva de imprensa o treinador declarou "Vamos terminar na Série A", mostrando otimismo para o acesso.
O treinador não conseguiu levar o clube à elite do Campeonato Brasileiro, fechando a competição na 12ª colocação, com a pior campanha do clube na era dos pontos corridos da Série B, até então.
Em 12 de novembro de 2024, após perder para o Santos, na 36ª rodada da Série B, Jorginho anunciou sua saída do Coritiba. Emocionado e frustrado na coletiva de imprensa, o técnico se despediu do clube, reconhecendo que o clube não conseguiu o objetivo principal, assumiu a responsabilidade pelos resultados e elogiou a diretoria. Ao todo, comandou a equipe em dezoito jogos, com oito vitórias, três empates e sete derrotas, tendo um aproveitamento de 50%.

## Instituto Bola Pra Frente
Um instituto criado por Jorginho e por seu amigo Bebeto, ele foi inaugurado no dia 29 de junho de 2000, em Guadalupe, bairro da Zona Norte do Rio de Janeiro. Ele serve para atender crianças e adolescentes com condição social baixa, ajudando-as com a melhoria de vida pelo esporte, educação, cultura, arte e profissionalismo.

## Títulos como jogador
Flamengo
- Copa União (Módulo Verde): 1987
- Campeonato Carioca: 1986
- Taça Guanabara: 1984, 1988 e 1989
- Taça Rio: 1985 e 1986
- Torneio Air Gabon: 1987
- Torneio Internacional de Angola: 1987
- Copa Kirin: 1988
- Troféu Colombino: 1988
- Copa do Porto de Hamburgo: 1989

Bayern de Munique
- Bundesliga: 1993–94

Kashima Antlers
- Campeonato Japonês: 1996 e 1998
- Copa do Imperador: 1997
- Copa da Liga Japonesa: 1997
- Supercopa do Japão: 1997 e 1998

São Paulo
- Copa Euro-América: 1999

Vasco da Gama
- Taça Guanabara: 2000
- Campeonato Brasileiro: 2000
- Copa Mercosul: 2000
- Taça Rio: 2001

Fluminense
- Campeonato Carioca: 2002

Seleção Brasileira
- Campeonato Sul-Americano Sub-20: 1983
- Copa do Mundo FIFA Sub-20: 1983
- Taça Stanley Rous: 1987
- Copa do Mundo FIFA: 1994
- Copa Umbro: 1995

### Prêmios individuais
- Prêmio Fair Play da FIFA (jogador mais leal do mundo): 1991
- Melhor lateral-direito da Copa do Mundo FIFA: 1994
- Seleção da Copa do Mundo FIFA: 1994
- Melhor Jogador do Campeonato Japonês: 1996
- Seleção do Campeonato Japonês: 1996
- Melhor Jogador do Japão: 1996
- Melhor Jogador da Copa do Japão: 1996
- Seleção da Copa do Japão

## Títulos como auxiliar técnico
Seleção Brasileira
- Copa América: 2007
- Copa das Confederações FIFA: 2009

## Títulos como treinador
Buriram United
- Thai League 1: 2023–24

Vasco da Gama
- Taça Guanabara: 2016
- Campeonato Carioca: 2016

Flamengo
- Torneio Super Clássicos: 2013

Kashima Antlers
- Copa da Liga Japonesa: 2012
- Copa Suruga Bank: 2012

### Prêmios individuais
- Prêmio Craque do Brasileirão: 2011 (Técnico - Categoria Prata)
- Seleção do Campeonato Carioca: 2016
- Melhor treinador do Campeonato Carioca: 2016